# Бахрейнски динар
Вижте пояснителната страница за други значения на динар.
Бахрейнският динар (на арабски: دينار بحريني) е официалното разплащателно средство и парична единица в Бахрейн. Въведена е в обращение от началото на 1965 г., когато динарът е пуснат за заместване на Заливната рупия.
Дели се на 1000 филса (فلس). Монетите съдържат само филса. В обращение са монети от: 5, 10, 25, 50 и 100 филса, монетата от 1 филс е извадена от обращение. Емитират се и банкноти с номинал от ½, 1, 5, 10 и 20 динара.